# ضفادع سامة مدغشقرية
ضفادع سامة مدغشقرية (الاسم العلمي: Mantellidae)، فصيلة ضفادع سامة. تستوطن جزر مدغشقر ومايوت.